# Hrvatski nogometni kup 2024-2025
La Hrvatski nogometni kup 2024./25. (Coppa croata di calcio 2024-25), conosciuta anche come SuperSport Hrvatski nogometni kup 2024./25. per ragioni di sponsorizzazione, è la trentaquattresima edizione della coppa nazionale croata. Organizzata dalla Federazione calcistica della Croazia, è iniziata il 27 agosto 2024 con la disputa del turno preliminare ed è terminata il 29 maggio 2025 con la finale di ritorno.
Il Rijeka ha vinto la competizione per la settima volta.
Dato che il Rijeka ha vinto anche il campionato, il posto in UEFA Europa League 2025-2026 è andato alla seconda classificata dello stesso, ovvero la Dinamo Zagabria. La finalista della coppa, lo Slaven Belupo (alla terza finale persa su tre tentativi), è rimasta fuori dalle coppe europee.

## Formula e partecipanti
Alla competizione partecipano le migliori squadre delle divisioni superiori, con la formula dell'eliminazione diretta, tutti i turni sono disputati in gara unica.
Al turno preliminare accedono le squadre provenienti dalle  Županijski kupovi (le coppe regionali): le 21 vincitrici più le finaliste delle 11 coppe col maggior numero di partecipanti.
Le prime 16 squadre del ranking quinquennale di coppa (63 punti alla vincitrice della coppa, 31 alla finalista, 15 alle semifinaliste, 7 a quelle che hanno raggiunto i quarti, 3 a quelle eliminate agli ottavi, 1 se eliminate ai sedicesimi) sono ammesse di diritto ai sedicesimi di finale.

### Ammesse di diritto ai sedicesimi di finale
Le prime 16 squadre (coi punti) del ranking 2018-2023 entrano di diritto nei sedicesimi della Coppa 2024-25 (l'Inter Zaprešić ha perso la licenza per il campionato ed il diritto ad entrare direttamente in coppa) :
- 1 Rijeka (175)
- 2 Hajduk Spalato (143)
- 3 Dinamo Zagabria (123)
- 4 Osijek (59)
- 5 Lokomotiva Zagabria (55)
- 6 Slaven Belupo (51)
- 7 Istria 1961 (47)
- 8 Sebenico (47)
- 9 HNK Gorica (40)
- 10 Inter Zaprešić (25)
- 11 Varaždin (15)
- 12 Rudeš (14)
- 13 BSK Bijelo Brdo (13)
- 14 Vinogradar (13)
- 15 Oriolik Oriovac (12)
- 16 Mladost Ždralovi (7)
- 17 Belišće (7)

### Le finali regionali
Le Županijski kupovi (le coppe regionali) 2023-2024 hanno qualificato le 32 squadre (segnate in giallo) che partecipano al turno preliminare della Coppa di Croazia 2024-25. Si qualificano le 21 vincitrici più le finaliste delle 11 coppe col più alto numero di partecipanti.
| Zona                                    | Regione                       | Vincitore             | Finalista       | Risultato                 | Link                |
| OVEST                                   |                               |                       |                 |                           |                     |
| --------------------------------------- | ----------------------------- | --------------------- | --------------- | ------------------------- | ------------------- |
| OVEST                                   | Regione istriana              | Jadran Parenzo        | Banjole         | 2–0                       | Kup 23/24           |
| OVEST                                   | Regione litoraneo-montana     | Orijent               | Vinodol         | 0–0 (4-1 dtr)             | nogometni kup 23/24 |
| OVEST                                   | Regione della Lika e di Segna | Nehaj Senj            | Novalja         | 0–0 (4-3 dtr)             | KUP ŽNL 2024        |
| CENTRO                                  |                               |                       |                 |                           |                     |
| Città di Zagabria                       | Jarun                         | Kustošija             | 4–0             | KUP ZNS-a - SENIORI 23/24 |                     |
| Regione di Zagabria                     | Samobor                       | Sava Strmec           | 3–1             | KUP NSZŽ 23/24            |                     |
| Regione di Krapina e dello Zagorje      | Gaj Mače                      | Pregrada              | 1–0             | CUP NSKZŽ 23/24           |                     |
| Regione di Karlovac                     | Karlovac                      | Vojnić 95             | 1–0             | HNK NSKŽ 23/24            |                     |
| Regione di Sisak e della Moslavina      | Moslavina                     | Mladost Petrinja      | 4–0             | KUP SENIORI 23/24         |                     |
| NORD                                    |                               |                       |                 |                           |                     |
| Regione di Virovitica e della Podravina | Pitomača                      | Bratstvo Gornje Bazje | 2–1 e 7–1       | KUP ŽNS VPŽ 23/24         |                     |
| Regione di Koprivnica e Križevci        | Radnik Križevci               | Ferdinandovac         | 2–0             | kup ŽNS                   |                     |
| Regione del Međimurje                   | Polet Sv. Martin              | Međimurec D/P         | 0–0 e 1–1 (gfc) | KUP MNS 23/24             |                     |
| Regione di Varaždin                     | Varteks                       | Bednja Beletinec      | 2–1 e 3–0       | Kup ŽNS Varaždin 23/24    |                     |
| Regione di Bjelovar e della Bilogora    | Bjelovar                      | Bilogora 91           | 1–0             | KUP NSBBŽ 23/24           |                     |
| EST                                     |                               |                       |                 |                           |                     |
| Regione di Osijek e della Baranja       | Zrinski Osječko               | Đakovo/Croatia        | 1–1 (6-4 dtr)   | KUP ŽNS 23/24             |                     |
| Regione di Vukovar e della Sirmia       | Bedem Ivankovo                | Sloga Borovo          | 0–0 (3-2 dtr)   | KUP ŽNS-VS 23/24          |                     |
| Regione di Požega e della Slavonia      | Slavonija Požega              | Jakšić                | 3–0             | Kup ŽNSPS 2024            |                     |
| Regione di Brod e della Posavina        | Tomislav D. Andrijevci        | Sloga Nova Gradiška   | 3–1             | KUP ŽNS BPŽ 23/24         |                     |
| SUD                                     |                               |                       |                 |                           |                     |
| Regione zaratina                        | Hrvatski vitez Posedarje      | Škabrnja 91           | 3–1             | KUP SENIORI 2024          |                     |
| Regione di Sebenico e Tenin             | Zagora Unešić                 | Dinara Knin           | 9–1             | KUP SENIORI 2024          |                     |
| Regione spalatino-dalmata               | Dugopolje                     | Hrvace                | 3–3 (4-2 dtr)   | Kup NSŽSD 2024            |                     |
| Regione raguseo-narentana               | Neretvanac Opuzen             | GOŠK Dubrovnik 1919   | 3–2             | Kup natjecanje (seniori)  |                     |

### Riepilogo
| turno d'entrata | 1ª Divisione HNL | 2ª Divisione 1. NL                                       | 3ª Divisione 2 NL                                                                                | 4ª Divisione 3. NL | 5ª Divisione (livello interregionale)                                      | 6ª Divisione 1.ŽNL (1º livello regionale) |
| --------------- | --- | -------------------------------------------------------- | ------------------------------------------------------------------------------------------------ | --- | -------------------------------------------------------------------------- | ----------------------------------------- |
| dai 16esimi     | Dinamo Zagabria HNK Gorica Hajduk Spalato Istria 1961 Lokomotiva Zagabria Osijek Rijeka Sebenico Slaven Belupo Varaždin | BSK Bijelo Brdo Rudeš                                    | Mladost Ždralovi                                                                                 | Belišće | Vinogradar Oriolik Oriovac                                                 |                                           |
| dal preliminare | | Dugopolje Jarun Orijent Zrinski Osječko                  | Bjelovar Jadran Parenzo Karlovac Kustošija Radnik Križevci                                       | Banjole Bedem Ivankovo Bilogora 91 Đakovo/Croatia Gaj Mače Hrvatski vitez Posedarje Mladost Petrinja Nehaj Senj Neretvanac Opuzen Pitomača Polet Sv. Martin Samobor Sava Strmec Slavonija Požega Tomislav D. Andrijevci Varteks Zagora Unešić | Bednja Beletinec Ferdinandovac Međimurec D/P Moslavina Sloga Nova Gradiška | Sloga Borovo                              |
| non qualificate | nessuna | Cibalia Croatia Zmijavci Dubrava Opatija Sesvete Vukovar | H.Dragovoljac Dugo Selo Grobničan Čavle Hrvace Jadran Ploče Marsonia Segesta Solin Trnje Uljanik | tutte le altre squadre | tutte le altre squadre                                                     | tutte le altre squadre                    |

### Calendario
| Turno                | Sorteggio                                 | Date                |
| -------------------- | ----------------------------------------- | ------------------- |
| Turno preliminare    | 1° agosto 2024                            | 28 agosto 2024      |
| Sedicesimi di finale | abbinamento automatico in base al ranking | 11 settembre 2024   |
| Ottavi di finale     | abbinamento automatico in base al ranking | 30 ottobre 2024     |
| Quarti di Finale     | 12 dicembre 2024                          | 26 febbraio 2025    |
| Semifinali           | 4 marzo 2025                              | 2 aprile 2025       |
| Finale               | 4 marzo 2025                              | 14 e 19 maggio 2025 |

## Fase finale

### Turno preliminare
Il sorteggio del turno preliminare si è tenuto il 1º agosto 2024.
| Squadra 1                | Risultato       | Squadra 2        |
| ------------------------ | --------------- | ---------------- |
| 27 agosto 2024           |                 |                  |
| Gaj Mače                 | 2 – 1 (dts)     | Karlovac         |
| Jadran Parenzo           | 0 – 0 (3-2 dtr) | Radnik Križevci  |
| 28 agosto 2024           |                 |                  |
| Samobor                  | 10 – 0          | Ferdinandovac    |
| Bednja Beletinec         | 2 – 1           | Orijent          |
| Neretvanac Opuzen        | 2 – 0           | Bedem Ivankovo   |
| Bilogora 91              | 1 – 0           | Zagora Unešić    |
| Dugopolje                | 0 – 0 (6-5 dtr) | Jarun            |
| Banjole                  | 2 – 0           | Mladost Petrinja |
| Nehaj Senj               | 0 – 4           | Đakovo/Croatia   |
| Sava Strmec              | 0 – 7           | Pitomača         |
| Sloga Nova Gradiška      | 0 – 1           | Bjelovar         |
| Međimurec D/P            | 1 – 1 (0-3 dtr) | Varteks          |
| Kustošija                | 3 – 0           | Polet Sv. Martin |
| Zrinski Osječko          | 4 – 0           | Moslavina        |
| Tomislav D. Andrijevci   | 5 – 0           | Sloga Borovo     |
| Hrvatski vitez Posedarje | 1 – 2           | Slavonija Požega |

### Sedicesimi di finale
Gli accoppiamenti vengono eseguiti automaticamente attraverso il ranking del momento (32ª–1ª, 31ª–2ª, 30ª–3ª, etc).

La gara fra Rijeka e Neretvanac Opuzen si sarebbe dovuta disputare a Fort'Opus, ma il Neretvanac non ha potuto soddisfare i requisiti minimi di sicurezza, come la separazione dei tifosi di casa e quelli in trasferta. È stata data la possibilità di giocare a Macarsca o Spalato, ma questo si è rivelato un onere finanziario eccessivo, quindi alla fine si è deciso di farla a Fiume.
| Squadra 1              | Risultato             | Squadra 2           |
| ---------------------- | --------------------- | ------------------- |
| 10 settembre 2024      |                       |                     |
| Tomislav D. Andrijevci | 0 – 2                 | Istria 1961         |
| Zrinski Osječko        | 0 – 2                 | Sebenico            |
| Jadran Parenzo         | 0 – 2                 | Mladost Ždralovi    |
| 11 settembre 2024      |                       |                     |
| Samobor                | 2 – 4                 | Lokomotiva Zagabria |
| Đakovo/Croatia         | 1 – 1 (dts) (4-5 dtr) | HNK Gorica          |
| Kustošija              | 0 – 1                 | Slaven Belupo       |
| Pitomača               | 1 – 2                 | Rudeš               |
| Gaj Mače               | 1 – 2                 | Varaždin            |
| Slavonija Požega       | 3 – 0                 | Oriolik Oriovac     |
| Dugopolje              | 1 – 0                 | BSK Bijelo Brdo     |
| Bednja Beletinec       | 3 – 0                 | Belišće             |
| Bjelovar               | 4 – 0                 | Vinogradar          |
| 17 settembre 2024      |                       |                     |
| Bilogora 91            | 0 – 4                 | Hajduk Spalato      |
| 18 settembre 2024      |                       |                     |
| Varteks                | 1 – 3                 | Osijek              |
| Rijeka                 | 3 – 1                 | Neretvanac Opuzen   |
| 25 settembre 2024      |                       |                     |
| Banjole                | 1 – 3                 | Dinamo Zagabria     |

### Ottavi di finale
Gli accoppiamenti vengono eseguiti automaticamente attraverso il ranking del momento (16ª–1ª, 15ª–2ª, 14ª–3ª, etc). I club che, nel turno precedente, hanno battuto un avversario di ranking superiore, ne hanno preso anche il posto in graduatoria.

La sfida fra Bednja e Rijeka avrebbe dovuto svolgersi a Beletinec, ma il campo non rispettava i requisiti richiesti dalla federazione, quindi il Bednja ha richiesto al Rijeka di disputare la gara a Fiume e di farsi carico dell'organizzazione e dei costi per lo svolgimento della partita.
| Squadra 1        | Risultato       | Squadra 2           |
| ---------------- | --------------- | ------------------- |
| 22 ottobre 2024  |                 |                     |
| Slavonija Požega | 1 – 2           | Osijek              |
| Rijeka           | 3 – 0           | Bednja Beletinec    |
| 30 ottobre 2024  |                 |                     |
| Mladost Ždralovi | 0 – 3           | Hajduk Spalato      |
| Rudeš            | 1 – 2           | Istria 1961         |
| 14 novembre 2024 |                 |                     |
| Varaždin         | 1 – 1 (4-5 dtr) | HNK Gorica          |
| 16 novembre 2024 |                 |                     |
| Sebenico         | 1 – 2           | Slaven Belupo       |
| 27 novembre 2024 |                 |                     |
| Dugopolje        | 0 – 1           | Lokomotiva Zagabria |
| 11 febbraio 2024 |                 |                     |
| Bjelovar         | 2 – 3           | Dinamo Zagabria     |

### Quarti di finale
Il 12 dicembre 2024 si è svolto il sorteggio per determinare gli abbinamenti dei quarti di finale. Al momento del sorteggio non era stato ancora disputato l'ottavo di finale Bjelovar−Dinamo Zagabria e la data era ancora sconosciuta (o 12 o 26 febbraio 2025, a seconda dei risultati della Dinamo in Champions League).
| Squadra 1        | Risultato   | Squadra 2           |
| ---------------- | ----------- | ------------------- |
| 26 febbraio 2025 |             |                     |
| Hajduk Spalato   | 1 – 3       | Rijeka              |
| Dinamo Zagabria  | 0 – 1       | Osijek              |
| 4 marzo 2025     |             |                     |
| Istria 1961      | 3 – 0       | Lokomotiva Zagabria |
| 5 marzo 2025     |             |                     |
| Slaven Belupo    | 3 – 1 (dts) | HNK Gorica          |

### Semifinali
Il 4 marzo 2025 si è svolto il sorteggio per determinare gli abbinamenti delle semifinali.
| Squadra 1     | Risultato       | Squadra 2   |
| ------------- | --------------- | ----------- |
| 2 aprile 2025 |                 |             |
| Slaven Belupo | 0 – 0 (4-3 dtr) | Osijek      |
| Rijeka        | 1 – 0           | Istria 1961 |

### Finale

#### Andata
| Arbitro: | Patrik Kolarić (Čakovec) |

|           |           |          |
| Bosec 69’ | Marcatori | 25’ Fruk |

| Slaven Belupo | Rijeka |

| P               | 25 | Ivan Sušak         |  |     |
| D               | 35 | Luka Lučić         |  | 46’ |
| D               | 6  | Tomislav Božić     |  |     |
| D               | 4  | Dominik Kovačić    |  |     |
| D               | 33 | Antonio Bosec      |  | 86’ |
| C               | 15 | Ivan Ćubelić       |  |     |
| C               | 21 | Ljuban Crepulja    |  | 46’ |
| C               | 27 | Alen Grgić         |  |     |
| C               | 14 | Adrian Liber       |  | 46’ |
| C               | 8  | Adriano Jagušić    |  | 89’ |
| A               | 90 | Ilija Nestorovski  |  |     |
| A disposizione: |    |                    |  |     |
| P               | 32 | Ivan Čović         |  |     |
| D               | 3  | Antonio Jakir      |  | 46’ |
| D               | 18 | Filip Krušelj      |  |     |
| D               | 55 | Marco Boras        |  |     |
| C               | 30 | Michael Agbekpornu |  | 46’ |
| A               | 7  | Matej Šakota       |  | 89’ |
| A               | 11 | Ivan Dolček        |  | 46’ |
| A               | 22 | Ante Šuto          |  |     |
| A               | 23 | Igor Lepinjica     |  | 89’ |
| Allenatore:     |    |                    |  |     |
| Mario Kovačević |    |                    |  |     |

| P               | 13 | Martin Zlomislić |       |       |
| D               | 34 | Mladen Devetak   |       |       |
| D               | 6  | Stjepan Radeljić |       |       |
| D               | 45 | Ante Majstorović |       |       |
| D               | 22 | Ante Oreč        |       |       |
| C               | 8  | Dejan Petrovič   |       |       |
| C               | 18 | Lindon Selahi    |       | 90+4’ |
| C               | 11 | Gabriel Rukavina | 40’   | 46’   |
| C               | 4  | Niko Janković    | 90+2’ | 90+4’ |
| C               | 7  | Naïs Djouahra    |       | 71’   |
| A               | 10 | Toni Fruk        |       | 89’   |
| A disposizione: |    |                  |       |       |
| P               | 99 | Aleksa Todorović |       |       |
| D               | 3  | Bruno Goda       |       |       |
| D               | 15 | Jovan Manev      |       |       |
| C               | 14 | Amer Gojak       |       | 71’   |
| C               | 21 | Silvio Ilinković |       | 90+4’ |
| A               | 17 | Luka Menalo      |       | 46’   |
| A               | 27 | Šimun Butić      |       |       |
| A               | 30 | Bruno Bogojević  |       | 90+4’ |
| A               | 9  | Duje Čop         |       | 89’   |
| Allenatore:     |    |                  |       |       |
| Radomir Đalović |    |                  |       |       |

#### Ritorno
| Arbitro: | Dario Bel (Osijek) |

|              |           |  |
| Djouahra 60’ | Marcatori |  |

| Rijeka | Slaven Belupo |

| P               | 13 | Martin Zlomislić |          |     |
| D               | 34 | Mladen Devetak   |          |     |
| D               | 6  | Stjepan Radeljić |          |     |
| D               | 45 | Ante Majstorović |          |     |
| D               | 22 | Ante Oreč        | 70’      |     |
| C               | 8  | Dejan Petrovič   |          |     |
| C               | 18 | Lindon Selahi    |          | 83’ |
| C               | 4  | Niko Janković    |          | 83’ |
| C               | 10 | Toni Fruk        |          | 89’ |
| C               | 7  | Naïs Djouahra    |          | 77’ |
| A               | 9  | Duje Čop         | 86’      | 77’ |
| A disposizione: |    |                  |          |     |
| P               | 99 | Aleksa Todorović |          |     |
| D               | 3  | Bruno Goda       |          |     |
| D               | 15 | Jovan Manev      |          |     |
| C               | 11 | Gabriel Rukavina | 90+5’    | 83’ |
| C               | 14 | Amer Gojak       |          | 77’ |
| C               | 21 | Silvio Ilinković |          | 83’ |
| A               | 17 | Luka Menalo      | 81’, 86’ | 77’ |
| A               | 20 | Dominik Dogan    |          |     |
| A               | 30 | Bruno Bogojević  |          | 89’ |
| Allenatore:     |    |                  |          |     |
| Radomir Đalović |    |                  |          |     |

| P               | 25 | Ivan Sušak         |     |     |
| D               | 3  | Antonio Jakir      | 69’ |     |
| D               | 6  | Tomislav Božić     |     |     |
| D               | 4  | Dominik Kovačić    |     |     |
| D               | 33 | Antonio Bosec      |     | 67’ |
| C               | 27 | Alen Grgić         |     | 79’ |
| C               | 15 | Ivan Ćubelić       |     | 83’ |
| C               | 30 | Michael Agbekpornu | 27’ | 67’ |
| C               | 8  | Adriano Jagušić    | 86’ | 83’ |
| A               | 90 | Ilija Nestorovski  | 20’ |     |
| A               | 23 | Igor Lepinjica     |     |     |
| A disposizione: |    |                    |     |     |
| P               | 32 | Ivan Čović         |     |     |
| D               | 18 | Filip Krušelj      |     |     |
| D               | 55 | Marco Boras        |     |     |
| C               | 10 | Mihail Caimacov    |     | 83’ |
| C               | 14 | Adrian Liber       |     |     |
| C               | 21 | Ljuban Crepulja    |     | 67’ |
| A               | 7  | Matej Šakota       |     | 83’ |
| A               | 11 | Ivan Dolček        |     | 67’ |
| A               | 22 | Ante Šuto          |     | 79’ |
| Allenatore:     |    |                    |     |     |
| Mario Kovačević |    |                    |     |     |

## Classifica marcatori
| Pos. | Giocatore               | Squadra                      | Reti |
| ---- | ----------------------- | ---------------------------- | ---- |
| 1.   | Toni Fruk               | Rijeka                       | 4    |
| 1.   | Angelo Bernardo Radović | Samobor                      | 4    |
| 3.   | Eric Augusto Akassou    | Pitomača                     | 3    |
| 3.   | Duje Čop                | Lokomotiva Zagabria / Rijeka | 3    |
| 3.   | Adriano Jagušić         | Slaven Belupo                | 3    |
| 3.   | Vanja Kulenović         | Samobor                      | 3    |
| 3.   | Marco Pašalić           | Rijeka                       | 3    |